# Пауль Баудер
Bauder (Баудер, повна оригінальна назва — Paul Bauder GmbH & Co. KG) — німецька, сімейна компанія, що спеціалізується на виробництві паро-, тепло- та гідро-ізоляційних матеріалів для улаштування плоских та скатних дахів - полімер-бітумні мембрани, ПВХ мембрани, ТПО мембрани, ФПО мембрани, підпокровельних та супердифузійних мембран, теплоізоляційних плит на основі поліізоціанурату (ПІР), функціональних шарів для улаштування зеленого даху, експлуатованого даху (тераси, автомобільні проїзди, паркінги), технічної теплоізоляції. Штаб-квартира компанії знаходиться в Штутгарті, має власні заводи в Штутгарті, Ахімі, Бернсдорфі, Бохумі, Ландсбергу / Халлє, Швепниці, Хертені, Брук ан дер Лайта (Австіря), 17 представництв у Європі, та дистрибуторів у 14 країнах.

## Заводи
Виробничі потужності компанії ПАУЛЬ БАУДЕР розташовані таким чином, щоб максимізувати ефективність логістики.
- Завод Штутгарт - виробництво полімер-бітумних мембран (паро-, гідро-ізоляція), теплоізоляції Баудер ПІР;
- Завод Ахім - виробництво полімер-бітумних мембран (паро-, гідро-ізоляція);
- Завод Бернсдорф - виробництво полімерних покрівельних мембран (ПВХ мембрани Баудер ТЕРМОФОЛ);
- Завод Бохум - виробництво полімер-бітумних мембран (паро-, гідро-ізоляція);
- Завод Ландсберг / Халлє - виробництво полімер-бітумних мембран (паро-, гідро-ізоляція), теплоізоляції Баудер ПІР;
- Завод Швепніц - виробництво полімерних покрівельних мембран (ТПО мембрана Баудер ТЕРМОФІН, ТПО мембрана Баудер ТЕРМОПЛЕКС, ФПО мембрана Баудер ТЕРМОПЛАН);
- Завод Хертен - виробництво теплоізоляції Баудер ПІР;
- Завод Брук ан дер Лайта (Австрія) - виробництво полімер-бітумних мембран (паро-, гідро-ізоляція)

Компанія ПАУЛЬ БАУДЕР має 17 власних представництв та мережу дистрибуторів у 14 країнах.